# ビシャモン
ビシャモン (Bishamon) は、カプコンの2D対戦型格闘ゲーム『ヴァンパイア』シリーズに登場する架空の人物。

## キャラクター設定
古い深紅の甲冑「般若」に憑り付かれ、妖しい光を放つ一振りの刀「鬼炎」を携えた侍。かつてビシャモンは知り合いの古物商の棚にあった「般若」と「鬼炎」を見つけた時、何者かの呼びかけにより我を失った。数日後、妻のおりんの制止を聞きいれずにそれらを身に着けた瞬間、ビシャモンの体は甲冑と刀によって支配されてしまう。血を求める「般若」と「鬼炎」により、その衝動に抗えずに殺戮を繰り返していき、時折意識を取り戻しては自分の犯した凄惨な現場を見せ付けられる日々を送りながらも、それを止めさせようと「般若」に語り続けてきた。ある日、深い闇の中にパイロンの不気味な声が届き、その声に興味を持った「般若」により、ダークストーカーズとの戦いに誘われる。『ヴァンパイア ハンター』（以下『ハンター』）までのエンディングでは「鬼炎」と「般若」から解放されて、我を取り戻す。その後、ビシャモンは出家し、おりんと共に全国を行脚しながら罪を償うべく、人々のために尽力する。
『ヴァンパイア セイヴァー』（以下『セイヴァー』）では、宿主であるビシャモンの元を離れた「般若」と「鬼炎」に宿る怨念が血を求め、人の形となって動き出す。そして、かつての宿主の名「ビシャモン」を名乗り、魔次元に立つ。そのエンディングでは、魔次元にあった魂を全て喰らおうとした「般若」と「鬼炎」を、苦行の果てに法力を得たビシャモンが封印する。
ビシャモンは、真っ赤な胴丸鎧を身に着けた鎧武者そのものという姿をしている。周囲には常に霊魂が浮遊しており（「般若」が殺した魂の一部）、肩の部分には角を模した一対の大きな棘まで生えた鬼の顔を象っている鎧の胴が特徴的で、ビシャモンの動きにあわせて生き物のように躍動する。また、鎧に操られるビシャモンの肌の色も青く変化し、その顔も鬼の形相そのものになっている。性格は、快楽によって殺人を犯す狂気の殺人鬼そのもので、勝利デモでの台詞もさらに多くの殺しを求める凶悪なものが多い。「は」が「刃」と表記される笑い方をする。
ホームステージは『ハンター』までは日本の雪国。対CPU戦での、このステージでは画面奥にある奥のかまくらの中からCPUビシャモンが登場する。『セイヴァー』以降は「ABARAYA（アバラヤ）」という名前の日本の古い家屋の内部をモチーフにしたステージに設定されている。
名前の由来は、仏教における天部の仏であり、四天王の一人、武神毘沙門天。

### おりん
ビシャモンの妻。ダークストーカーズとの戦いに身を投じている夫の身を案じ、生霊（周囲の火の玉、ただし『セイヴァー』以降の火の玉は異なる）としてビシャモンと行動を共にしている。火の玉が2つあるのは「片方がおりんで、もう片方は愛人である」という没になった設定の名残である。

## ゲーム上の特徴
刀を手にしているだけあって、その射程の広さが売り。そのため、戦闘スタイルも刀を使った剣技が中心で、その他にも身の回りを浮遊する霊魂を飛ばす攻撃もある。基本性能が非常に高く、攻め能力はトップクラスの強さを誇る。飛び道具は、相手を行動不能にする効果を持ち、ダッシュでの横押しが強力で、そこからジャンプ攻撃を織り交ぜてのラッシュ力も高い。また、牽制力の高い各種の技や、ガードキャンセル技も優秀。ただし、これらを使いこなすにはプレイヤーの技術の高さが物を言い、ゲーム中での「強さ＝プレーヤーの上手さ」の図式がもっとも顕著に現れる難しいキャラクターでもある。防御面に若干の不安があり、いかに相手の攻撃を切り返すかの技量が要るため、ガードキャンセルの精度が求められる。

## 技の解説
初代ではガードキャンセル技が一切存在しない。

### 通常技
立ち弱パンチと立ち弱キック以外の攻撃は全て刀を使うものとなっている相手の距離とは無関係でレバー前入れで常に遠距離技となり、それ以外で近距離技へと変化する。なおジャンプ状態の垂斜の区別はない。
| 操作     | 立ち（近距離） | 立ち（遠距離） | しゃがみ | ジャンプ |
| -------- | -------------- | -------------- | -------- | -------- |
| 弱パンチ | 闇拳           | 枯葉散らし     | 小突き   | 羽根切り |
| 中パンチ | 唐竹割り       | 一文字斬り     | 白羽突き | 鳥落とし |
| 強パンチ | 黄泉撫で       | 瓦砕き         | 鋼通し   | 鬼撥ね   |
| 弱キック | 地踏み         | 疾刀           | 艸刈り   | 髷解き   |
| 中キック | 逆刃立て       | 卒塔婆折り     | 凪払い   | 耳削ぎ   |
| 強キック | 止め刺し       | 腕落とし       | 弁慶殺   | 兜割り   |

### 特殊技
切り返し
レバー前方向＋パンチで、刀を横に振り回す。さらにその途中でもう一度パンチボタンを押すと、刃を返してもう一度切る。弱中強、全てに対応している。

### 投げ技
袈裟投げ
背負い投げをする。技後は余裕を持って追い打ちが入る。
御霊抜き
空中投げ。背負い投げの要領で、斜め下方に相手を飛ばし、地面へ叩きつける。

### 必殺技
居合い斬り
通常より長い射程で、横薙ぎに斬る。当たると最大3ヒットし弱中強で、若干射程が変化する。「上段」と「下段」が存在する。
ES版は、初代では通常の動作のまま攻撃力が上がる。『ハンター』以降は、通常のものを3回連続で行い、最大9ヒットし、ダメージが非常に大きい。なお、通常＆ESともに、この技で、相手の（ES版を含めた）飛び道具を「かき消しつつ攻撃」ができる（例・デミトリの「ESカオスフレア」など。ただし、フォボスの「プラズマビーム」のような貫通型の飛び道具はかき消すことはできない）。出す際に、一瞬鬼を象ったオーラが発せられる。全段ヒットさせた相手を一刀両断し、その際相手は移動起き上がりができなくなる。
撥ね刃 / 絡め魂
「撥ね刃」は『ハンター』までの技。刀を投げて、相手に突き刺し、相手を行動不能状態にする（相手はレバガチャで短縮できる）。『セイヴァー』では「撥ね刃」が削除され、「骸封じ（後述）」と統合する形で、同様の性質の技「絡め魂」が代わりに追加された。ビシャモンの周りを飛ぶ霊魂を相手に向けて飛ばすもの。双方とも、ここから2種類の追撃技に派生できる。技の使用中は、ビシャモン本体は動くことができず、本体が攻撃を受けると刀が瞬時に消えて手元に戻る（例外的に、空中絡め魂のヒット時のみ自由に行動可能で、追加技も出すことが可能）。空中の相手に当たるとわずかなダメージを与えて吹き飛ぶだけで、相手は行動不能にはならない。また、通常、ESともに飛び道具に触れると、相殺されて攻撃判定を失う。「絡め魂」は空中でも出すことが可能で、ESで出すと巨大化した霊魂が高速で飛んでいく（弱パンチ＋中パンチで斜め下へ、中パンチ＋強パンチで出すと真横へ飛んでいく）。
この技は、朧ビシャモンは使用できない。
「撥ね刃」のES版は初代には存在せず、『ハンター』では、相手に刀を突き刺した後、悪霊が相手に憑り付いて自決させる。自決の演出はキャラクターごとに違い、それぞれの個性が色濃く出ている。ES版は、本体が攻撃を受けても刀が消えることは無い。『セイヴァー』以降の「絡め魂」のES版は、大きな魂が高速で飛んでいく。なお、行動不能時間は強を当てた時と同じ。
返し刃 / 魂寄せ
「撥ね刃」および「絡め魂」からの追撃技。相手を自分のほうに引き寄せる。自動的に、相手との間合いをつめることが可能な技。この時、一発だけ攻撃を当てることが可能で、その攻撃を当てると相手は必ずダウンする。「返し刃」が『ハンター』までの名前であり、「魂寄せ」は『セイヴァー』以降の名前。ES版は存在しない。
辻疾風
「撥ね刃」および「絡め魂」からの追撃技。往復しながら相手を斬り裂く。食らった相手の体は真っ二つに切断され、移動起き上がりができなくなるが、ビシャモンも追い打ちをだすことができなくなる（EX必殺技の「とが首さらし」は例外）。威力は非常に高く、追い打ちに「とが首さらし」も決めれば、体力ゲージの4分の1は奪うことができる。
ES版は、初代では通常版と変化がなく（ゲージのみ消費する）、『ハンター』では存在しない。『セイヴァー』の「絡め魂」から新規で追加され、相手に刀を突き刺した後、ES撥ね刃と同様に悪霊が相手に憑り付いて自決させる。
鬼炎斬
リバーサル（起き上がりなどから動かせるようになった瞬間に技を出すこと）専用の技。斜め上に飛ぶような形で相手を斬り裂く。出際に無敵時間がある。『ハンター』以降はガードキャンセル対応技になり、ジャンプの着地の瞬間などにも出せるようになった。「返し刃」および「魂寄せ」時にも出すことができる。
ES版は、ヒット数が4に増える。フルヒットすると「辻疾風」の威力を上回るため、ゲージがある時の追撃は主にこちら。
骸封じ
『ハンター』までの技。空中から、斜め下に向けて霊魂を飛ばす。当たった相手は、怨霊に取り付かれ一定時間身動きが取れなくなる。弱中強によって、飛んでいく角度が変わり、強のほうが緩やかで遠くまで飛ぶ。『セイヴァー』では「撥ね刃」と統合され、「絡め魂」に変更となっている（前述の項目も参照）。『ハンター』でのCPUビシャモンは、この技を当てた後、「撥ね刃」→「辻疾風」という一連の攻撃を必ず決めてくる。初代では、（通常はガードキャンセル対応となっているはずの）空中必殺技にもかかわらず、例外的にガードキャンセルには対応していない。
ES版は初代には存在しない。『ハンター』では飛ばす火の玉が2個に増え、それぞれ違う角度に飛ばす。
切り捨て御免
コマンド投げ。相手を掴んだ後、「鬼炎斬」と同じモーションで切り上げる。投げ間合いが若干狭いが、威力が高い。
ES版は、斬り上げる際のヒット数が増える。『ハンター』までは、切断時の音は増えるがヒット数は表示されない。
屍縫い
『ハンター』以降から追加された、『ヴァンパイア』のシステムのダウン追撃攻撃。相手に向かって飛んでいき、刀を突き刺す。動作が高速で、決める機会は多い。
ES版は、ヒット数が『ハンター』では4ヒット、『セイヴァー』以降は6ヒットに増える。

### EX必殺技（超必殺技）
かっさばき
初代のみのスペシャル必殺技。「居合い斬り」を連続で放つ。「上段」と「下段」が存在する。『ハンター』以降は「ES居合い斬り」の動作に統合されている。
鬼首捻り
腹部の鬼の腹から巨大な手を出し、当たった相手を握り潰す。投げ判定の掴み技であるため、ガード不可。攻撃中はレバガチャで攻撃回数を増やすことが可能で、技後は相手の体を切断する。なお、『ハンター』以前では、ある程度離れている相手や空中の相手に当てると打撃技に変化したが、『セイヴァー』以降ではその二面性が無くなり、地上での投げ技となった。
連ね斬り
『ハンター』のみのEX必殺技。5人の落ち武者に変身して並び、手前から相手の方向の順に刀を振り下ろす。最初に刀を降り始める武者がビシャモン本体。5体に分裂する直前まで無敵状態（投げられ判定は残る）。
閻魔石
『セイヴァー』から加わった下段属性のEX必殺技。下に三角の連なったギザギザの板（十露盤板・そろばんいた）が地面に沿って飛んで行き、当たった相手は拘束される。その後、板の上に乗せられ重石を落とされる。板の上に乗っている時のポーズは、基本的には正座だけだが、ビシャモンとモリガンだけは服装も変化する。立ちガード不可だが、弾速が遅く、ガードされた時の硬直時間が長い。
とが首さらし
『セイヴァー』で追加された、ダウン追撃専用のEX必殺技。相手の真上から、刀を振り下ろし真っ二つにする。真っ二つにされた相手は、すぐにくっついて元に戻るが、この技でKOされると各自に用意された専用の姿で、さらし台の上で晒される。追い打ち攻撃の中では最も高い威力で、回復ダメージも極端に少ないのが特徴。『ハンター2』『セイヴァー2』のダークフォース中は、刀を振り下ろす回数が増える。
黄金帷子
『セイヴァー』のダークフォース。スーパーアーマー状態になる。使用中はガードも可能。『セイヴァー』以外では使用できない。この状態でデミトリの「ミッドナイトプレジャー」を受けると、最後の攻撃を食らってもビシャモンはダウンせずにのけぞるため、直後に弱攻撃など発生の早い攻撃を出せば反撃ができる。

## 朧ビシャモン
『セイヴァー』から隠しキャラクターとして登場する、修行の果てに般若と鬼炎の呪縛を捻じ伏せ、逆にそれを操ることに成功した人間のビシャモン。キャッチコピーは「魔を祓う傀儡（くぐつ）」。戦闘前の登場演出やエンディングが、通常のビシャモンとは異なる。性能面では「絡め魂」など一部の必殺技が使用不可だが、「鬼炎斬」がいつでも使用できるなどの違いがある。また、攻撃力と防御力が通常のビシャモンより上昇している。CPU戦では一定の条件を満たすと、隠しボスとして登場する。この戦闘はいわば「ボーナスゲーム」であり、勝っても負けてもエンディングを見ることは可能。『セイヴァー』では朧ビシャモンに勝利すれば、アニタなどが登場する専用のおまけ演出を見ることができたが、この演出は『ハンター2』と『セイヴァー2』では削除されている。CPU朧ビシャモンは各技の攻撃力がプレイヤーが操作する朧ビシャモンよりもさらに上昇しており、とりわけ「ES怒鬼炎斬」や「ES鬼嬲り」を全段喰らうと、体力ゲージの3分の1は持っていかれる。間合いを離すと出してくる「鬼嬲り」、「怒鬼炎斬」、接近戦で隙を見せると決めてくるES切り捨て御免によるラッシュなど、尋常でない強さを見せる。CPU戦での朧ビシャモン乱入条件は、各キャラクターに規定された特定のEX必殺技で2回以上「EX FINISH」を出し（削りやDF中は不可）、かつ全試合コンプリート勝利（バットマークを1つも失わない）でラスボスを倒すという条件を満たすことで登場する。
業務用『セイヴァー』ではCPU専用のノンプレイヤーキャラクターであったが、『ハンター2』『セイヴァー2』ではスタートボタンを押しながらビシャモンを選択すれば使用可能になった。家庭用では『セイヴァー』以降の全ての作品で使用可能だが、『クロニクル』では「セイヴァー2タイプ」のみ選択可能となっている。
家庭用『セイヴァー』で新たに用意された朧ビシャモン使用時のエンディングは、『セイヴァー』でのビシャモンのエンディングを人間のビシャモンからの視点で見たもの、という内容。

### 朧ビシャモンの技
通常技、EX必殺技はビシャモンと共通だが、周囲に霊魂が無く、それを使った「絡め魂」からの派生技が使用できない。しかし、「鬼炎斬」は特殊な条件無しでいつでも使用することができ、「怒鬼炎斬」「鬼嬲り」のような専用の技が追加されているなど、「絡め魂」が使えないという点を補って余りある性能を有している。

#### 必殺技
鬼炎斬
通常のビシャモンと同性能だが、朧ビシャモンは通常の必殺技としていつでも使用できる。そのため、この技特有の出の早さ、隙の少なさ、対空性能を生かしやすくなった。
怒鬼炎斬
前方にすばやく移動して刀を振り回しながらさらに「鬼炎斬」を放つ。弱中強によって、移動距離が伸びる。最大2ヒットする。
ES版は「鬼炎斬」のモーション時のヒット数が4ヒット時に伸び、計5ヒットする。
鬼火束ね
鬼を象ったオーラを纏い、前方に突進する。最大で6ヒットする。当て方次第で、通常技に繋げることも可能。
ES版は、ヒット数が8ヒットまで増える。
鬼嬲り
前方に向かって回転しながら飛び、着地と同時に刀を振り下ろす。着地時に相手に密着していると、『セイヴァー』では掴んで背負い投げ、『セイヴァー2』と『ハンター2』では「切り捨て御免」を発動する。弱中強により、最初の移動距離が変化する。
ES版は、切り下ろす攻撃のヒット数が3に増加し、投げの場合は「切り捨て御免」を発動、最大で6ヒットする。
居合い斬り、切り捨て御免、屍縫い
技の仕様は『セイヴァー』以降の通常のビシャモンと同様。

#### EX必殺技（超必殺技）
鬼面砕き
『セイヴァー2』と『ハンター2』から追加されたEX必殺技。『セイヴァー』では使用できない。「鬼首捻り」のようなモーションで鎧から拳を前方へ一直線状に飛ばす。
鬼首捻り、閻魔石、とが首さらし、黄金帷子
技の仕様は『セイヴァー』以降の通常のビシャモンと同様。

### ビシャモンとの相違点
- デフォルトカラーが、深紅から淡いオレンジ色になっている。
- 周囲に霊魂が浮いていない。
- 戦闘前と勝利ポーズに、僧となったビシャモンが姿を現す。
- CPU戦時、専用の演出がある。さらに、ビシャモンを使用してCPUの朧ビシャモンと戦う場合、鎧の魂を身に移すという独自の演出が追加される。
- 『ハンター2』『セイヴァー2』ではCPU朧ビシャモンのカラーが、プレイヤーが使用できない専用カラー（青色）となっている。
- 通常のビシャモンとは異なり、彼の勝利メッセージは終始無言である。また勝利時の音楽も通常のものと違う。

## 特殊なダメージモーション
ミッドナイトブリス（デミトリ）
青い長髪に丈の短い死に装束を身に着けた少女。黄色い帯をつけている。
朧ビシャモンの場合、『セイヴァー』では上記の色違いだが、『セイヴァー2』『ハンター2』では髪型が違っている。
王家の裁き（アナカリス）
鬼の顔の入った玉に手足が生えたキャラクター。竹刀を持っている。
朧ビシャモンの場合、『セイヴァー』では上記の色違いだが、『セイヴァー2』『ハンター2』では錫杖を持った坊主のような球になっている。
とが首さらし
鬼の生首。
サングェ＝パッサーレ（ジェダ）
兜が膨れる。

## 登場ゲーム作品
- ヴァンパイアシリーズ
  - ヴァンパイア
  - ヴァンパイア ハンター
  - ヴァンパイア セイヴァー
  - ヴァンパイア ハンター2
  - ヴァンパイア セイヴァー2
  - ヴァンパイア クロニクル ザ カオスタワー
  - ヴァンパイア ダークストーカーズコレクション
- ULTIMATE MARVEL VS. CAPCOM 3 - サポートカードとして登場。
- 他社
  - SNK VS. CAPCOM 激突カードファイターズシリーズ

## 声優
ビシャモン
- 徳丸完（全ゲーム作品）
- 松下美由紀（『ヴァンパイア セイヴァー』〈ミッドナイトブリス時〉）
- 江原正士（OVA『THE ANIMATED SERIES ヴァンパイアハンター』）
- 三宅健太（アニメ『ハイスコアガール』）

般若
- 徳丸完（全ゲーム作品）
- 飯塚昭三（OVA『THE ANIMATED SERIES ヴァンパイアハンター』）

## その他
- 般若は、もともと魔界獣。600年前に人間界に流れてきた[3]。
- 鬼炎は、打たれたばかりの頃は「鬼切」と命名された。しかし、血を吸う刀と恐れられ、戦乱の世の後に姿を消し、その後に現れたときには「鬼炎」と名前が改まっていた[3]。
- 『ハンター』までのビシャモンのステージには「タロー」という名の秋田犬が出てくる。また、『セイヴァー』以降にも「ABARAYA」のステージでの勝利時の演出で姿を見せる。タローは後ろ足だけで立つ癖がある。
- 閻魔石で、正座のモーションが用意されているのは、フェリシア、レイレイ、ザベル、ビシャモン、モリガン、ガロンのみ。ビシャモンは鎧が着流し姿に変わり、モリガンは頭部に黒いマスクをつけられる。
- 『ハンター』までの時のビシャモンの体は「般若」に取り込まれており、青い肌の肉体は実体ではない。ビシャモンの魂は甲冑の中に閉じ込められており、ビシャモンは「般若」と会話することができる。
- 『ハンター』から『セイヴァー』に続投したキャラクターでは、唯一グラフィック（霊魂と鎧の肩当と前垂れ）が描き直されたキャラクターである。
- PlayStation版『ヴァンパイア セイヴァー EXエディション』での朧ビシャモンの「ミッドナイトブリス」と「王家の裁き」の喰らいモーションは、D.F.CHANGEだと『セイヴァー』、D.F.POWERだと『セイヴァー2』『ハンター2』のものになる。